# Franklin (Maine)
Franklin – miasto w Stanach Zjednoczonych, w stanie Maine, w hrabstwie Hancock.